# Distrito de Amuria
Amuria es un distrito localizado en la región del este de Uganda. Amuria era parte de Katakwi hasta que la región recibió estado del distrito. Abarca dos condados: Amuria y Kapelebyong. El ateso es la lengua principal hablada. El condado de Amuria tiene cinco sub-condados a saber: Wera, Kuju, Asamuk, Orungo y Abarilela. El condado de Kapelebyong abarca dos sub-condados, los sub-condados de Achowa y de Kapelebyong, mientras que el resto se ubican en el condado de Amuria.
Su capital es la ciudad de Amuria. Según el censo del 2014 su población es de 270 928 personas.